# Fosfatidiletanolamina
|  | No s'ha de confondre amb Cefelina. |

Biosíntesi de la fosfatidiletanolamina en els bacteris

Les fosfatidiletanolamines, (en anglès:Phosphatidylethanolamines abreujat com PE) són una classe de fosfolípids que es troben a la membrana biològica. Es sintetitzen per addició de CDP-etanolamina a diglicèrids, alliberant CMP. La S-Adenosil metionina després es pot metilar a amines de fosfatidiletanolamines per a donar fosfatidilcolina. Principalment es pot trobar al folíol interior citoplasmàtic de la bicapa lipídica.

## Funció
Les fosfatidiletanolamines es troben en tots els éssers vius, formant un 25% de tots els fosfolípids. En la fisiologia humana es troben particularment en el teixit nerviós com la matèria blanca del cervell entre altres llocs.
Els PEs tenen un paper en la fusió de la membrana de la bicapa lipídica i en la citoquinesi durant la divisió cel·lular. Addicionalment es creu que els PEs regulen la corvatura de la membrana.
En els humans, el metabolisme de PE es creu que és important en el cor. A més té un paper en la secreció de lipoproteïnes al fetge.
El PE també és capaç de propagar prions infecciosos.
Mentre que la fosfatidilcolina és el principal fosfolípid en els animals, en el cas dels bacteris ho són les fosfatidiletanolamines.

## Estructura

Etanolamina

Com una lecitina, el PE consta d'una combinació de glicerol esterificat amb dos àcids grassos i àcid fosfòric. El grup fosfat es combina amb l'etanolamina.